# Макмэн, Брайан
Роберт Брайан Макмэн (англ. Robert Brian McMahon; род. 24 июля 1961, Торонто) — канадский гребной рулевой, выступавший за сборную Канады по академической гребле в 1980-х годах. Чемпион летних Олимпийских игр в Лос-Анджелесе, участник четырёх чемпионатов мира, победитель и призёр регат национального значения.

## Биография
Брайан Макмэн родился 24 июля 1961 года в городе Торонто провинции Онтарио, Канада.
Занимался академической греблей в Сент-Катаринсе, проходил подготовку в местном лодочном клубе Ridley Graduate.
Впервые заявил о себе в гребле на взрослом международном уровне в сезоне 1983 года, когда вошёл в основной состав канадской национальной сборной и выступил на чемпионате мира в Дуйсбурге — в зачёте восьмёрок сумел квалифицироваться в утешительный финал В и расположился в итоговом протоколе соревнований на восьмой строке.
Благодаря череде удачных выступлений удостоился права защищать честь страны на летних Олимпийских играх 1984 года в Лос-Анджелесе. В программе восьмёрок обошёл всех своих соперников в главном финале, в том числе на 0,42 секунды опередил ближайших преследователей из Соединённых Штатов, и тем самым завоевал золотую олимпийскую медаль. Таким образом, впервые в истории канадская восьмёрка стала лучшей на Олимпийских играх.
После лос-анджелесской Олимпиады Макмэн остался в составе гребной команды Канады на ещё один олимпийский цикл и продолжил принимать участие в крупнейших международных регатах. Так, в 1985 году он побывал на мировом первенстве в Хазевинкеле, где в восьмёрках закрыл десятку сильнейших.
В 1986 году на чемпионате мира в Ноттингеме в восьмёрках стал девятым.
В 1987 году был пятым в восьмёрках на мировом первенстве в Копенгагене.
Находясь в числе лидеров канадской национальной сборной, благополучно прошёл отбор на Олимпийские игры 1988 года в Сеуле — на сей раз попасть в число призёров не смог, показал в восьмёрках шестой результат.
За выдающиеся спортивные достижения введён в Зал славы спорта Британской Колумбии (1985) и Канадский олимпийский зал славы (2003).